# ترانس مدیا
ترانس مدیا (انگلیسی: Trans Media) شرکت رسانه‌ای اندونزیایی است، که در سال ۲۰۱۳ تأسیس شد.